# Нольте, Лаура
Лаура Нольте (нем. Laura Nolte; род. 23 ноября 1998[…], Унна, Северный Рейн-Вестфалия) ― немецкая бобслеистка (пилот), олимпийская чемпионка 2022 года в двойках (вместе с Деборой Леви), трёхкратная чемпионка мира, многократная чемпионка Европы, трёхкратная обладательница Кубка мира в двойках. 

## Биография
Родилась 23 ноября 1998 года в городе Унна, Германия.
Победительница юношеских Олимпийских игр 2016 года в монобобе.
На чемпионате мира 2021 года в Альтенберге выиграла две бронзовые медали в двойке с Деборой Леви и в монобобе.
Чемпионка Европы 2021 года в двойке.
Выиграла золотую медаль на зимних Олимпийских играх 2022 года в соревнованиях среди женщин (двойки). В монобобе заняла четвёртое место (лучшее среди европеек).
В 2023 году стала чемпионкой мира в монобобе, через год повторила свой успех.

### Выступления на Олимпийских играх
| Олимпийские игры | Возраст | Команда  | Двойки | Монобоб |
| ---------------- | ------- | -------- | ------ | ------- |
| 2022 Пекин       | 23      | Германия | 1      | 4       |